# Argyrolobium nigrescens
Argyrolobium nigrescens är en ärtväxtart som beskrevs av Dummer. Argyrolobium nigrescens ingår i släktet Argyrolobium och familjen ärtväxter. Inga underarter finns listade i Catalogue of Life.